# Museu de Arte Nova de Pärnu
O Museu de Arte Nova de Pärnu (em estoniano:  Uue Kunsti Muuseum) é um museu/galeria de arte em Pärnu, na Estónia. O director do museu é Mark Soosaar.
O museu foi fundado em 1992 como Centro de Arte de Chaplin. Em 1998, o museu foi renomeado.
Uma das exposições mais notáveis é a exposição "Mees ja naine" (Homem e Mulher).
O museu possui uma colecção de mais de 2000 unidades de arquivo. O principal especialista da colecção é Edward Lucie-Smith.